# Niepodległe Państwo Chorwackie
Niepodległe Państwo Chorwackie (inna nazwa: Niezależne Państwo Chorwackie, chorw. Nezavisna Država Hrvatska, w skrócie: NDH) – marionetkowe państwo faszystowskie utworzone przez ustaszy w 1941 roku, po zajęciu Jugosławii przez państwa Osi w czasie II wojny światowej.

## Powstanie

Granice państw oraz stref okupacyjnych w 1941-1943 na tle granic przedwojennych

Po klęsce Królestwa Jugosławii, w kwietniu 1941 roku, zwycięskie III Rzesza i Królestwo Włoch zezwoliły przywódcy ustaszów, Ante Paveliciowi, na proklamowanie Niepodległego Państwa Chorwackiego. 10 kwietnia została ogłoszona niepodległość, 15 kwietnia 1941 NDH przystąpiło do paktu trzech. Już 18 maja 1941 Benito Mussolini pozbawił jednak złudzeń chorwackich polityków, gdy narzucił traktat rzymski. Włochy miały dominować w Chorwacji, którą dodatkowo pozbawiły jeszcze części Dalmacji.
Państwo w 1941 roku liczyło około 6,3 miliona ludności i zajmowało łączny obszar 92,5 tysięcy km².
W skład nowego państwa, oprócz większości współczesnej Chorwacji, weszły Bośnia i Hercegowina oraz Srem. Najdalej na wschód wysuniętą częścią państwa był Zemun, jedna z dzielnic Belgradu.
Niemcy i Włochy podzieliły terytorium państwa chorwackiego na swoje strefy wpływów: niemiecką, która obejmowała północno-wschodnią część NDH, graniczącą z Węgrami na północy, okupowaną przez Niemców Serbią na wschodzie, strefą włoską na południu i III Rzeszą (Austrią) na północnym zachodzie oraz włoską, która obejmowała południowo-zachodnią część NDH, graniczącą ze strefą niemiecką na północnym wschodzie, Czarnogórą okupowaną przez Włochy na wschodzie i terytoriami jugosłowiańskimi zaanektowanymi przez Włochy na południowym zachodzie.

## Terror i opór
Od pierwszych dni istnienia NDH trwało ludobójstwo, którego ofiarami padli głównie prawosławni Serbowie oraz Żydzi i Romowie. W trakcie masowych eksterminacji na terenie NDH, m.in. w obozach koncentracyjnych w Jasenovacu, zginęło od 200 do nawet 500 tysięcy ludzi.
Jednocześnie już w lipcu 1941 rozpoczął działania zbrojne partyzancki ruch oporu, w którego skład wchodzili przedstawiciele różnych narodowości. Pod koniec 1941 na terenie Chorwacji większość partyzantów stanowili Serbowie (77%), zaś Chorwaci tylko 21,5%. Udział Chorwatów w partyzantce stale się jednak zwiększał i od sierpnia 1942 do września 1943 wzrósł z 32% do 34%, zaś w 1944 Chorwaci stanowili już 60,4% partyzantki w Chorwacji, Serbowie – 28,6%, Muzułmanie – 2,8% i pozostali (Słoweńcy, Czarnogórcy, Włosi, Węgrzy, Czesi, Żydzi i b. volksdeutsche) 8,2%.

## Upadek NDH
Po kapitulacji Włoch w 1943 roku Niemcy zajęły także włoską (zachodnią) strefę wpływów, zaś NDH uzyskało terytoria na wybrzeżu adriatyckim, które po podboju Jugosławii zostały zagarnięte przez Włochy.
Jednocześnie powiększał się obszar opanowany przez oddziały Narodowej Armii Wyzwolenia Jugosławii pod dowództwem Josipa Broza Tity, które w maju 1945 roku położyły kres istnieniu Niepodległego Państwa Chorwackiego. Ostatnią bitwą Niepodległego Państwa Chorwackiego była bitwa pod Poljaną, stoczona już po formalnym zakończeniu II wojny światowej.

## Galeria

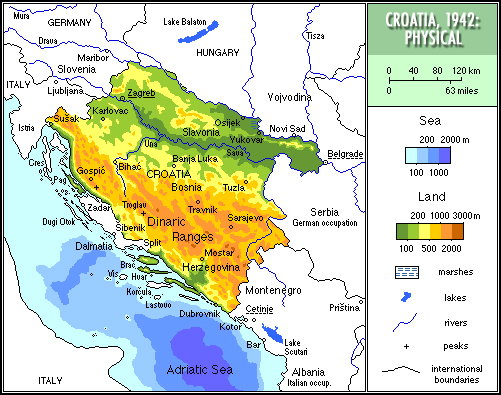
Niepodległe Państwo Chorwackie: mapa fizyczna 1941–1943
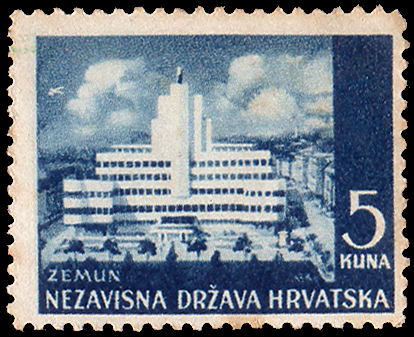
Znaczek poczty NDH (5 kun), 1941
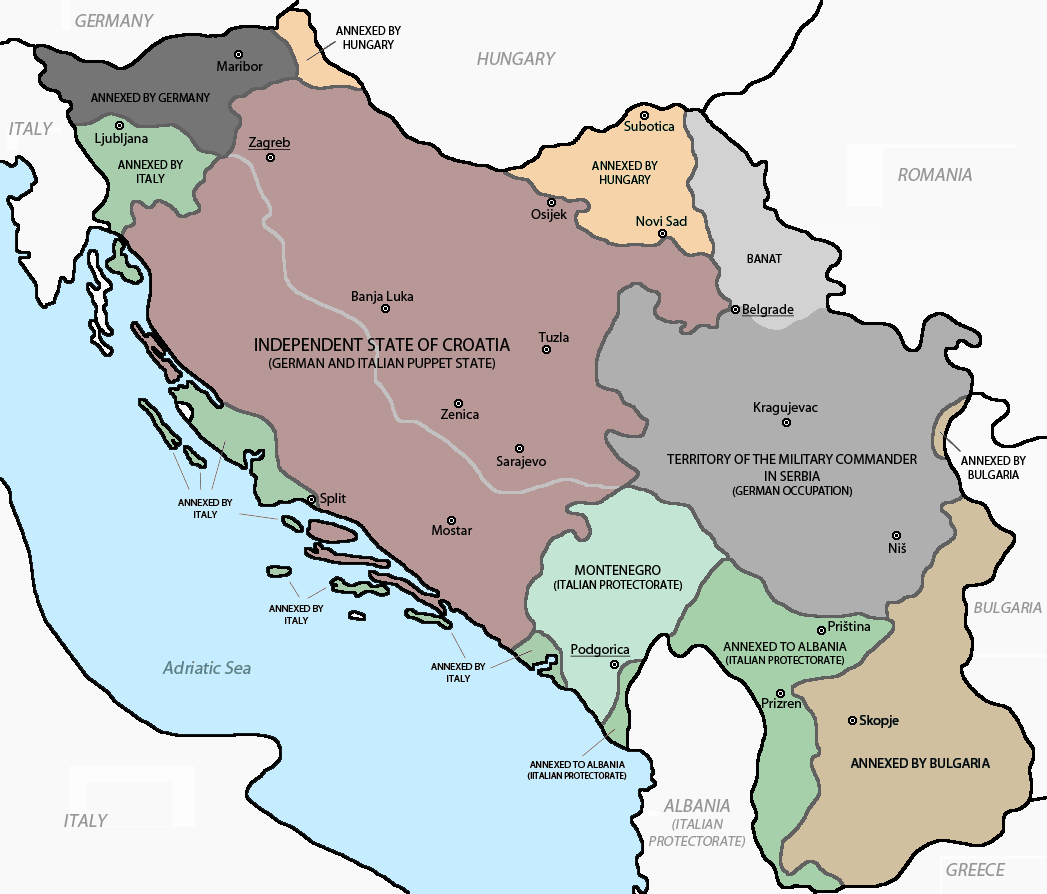
Podział okupowanej Jugosławii w latach 1941–1943
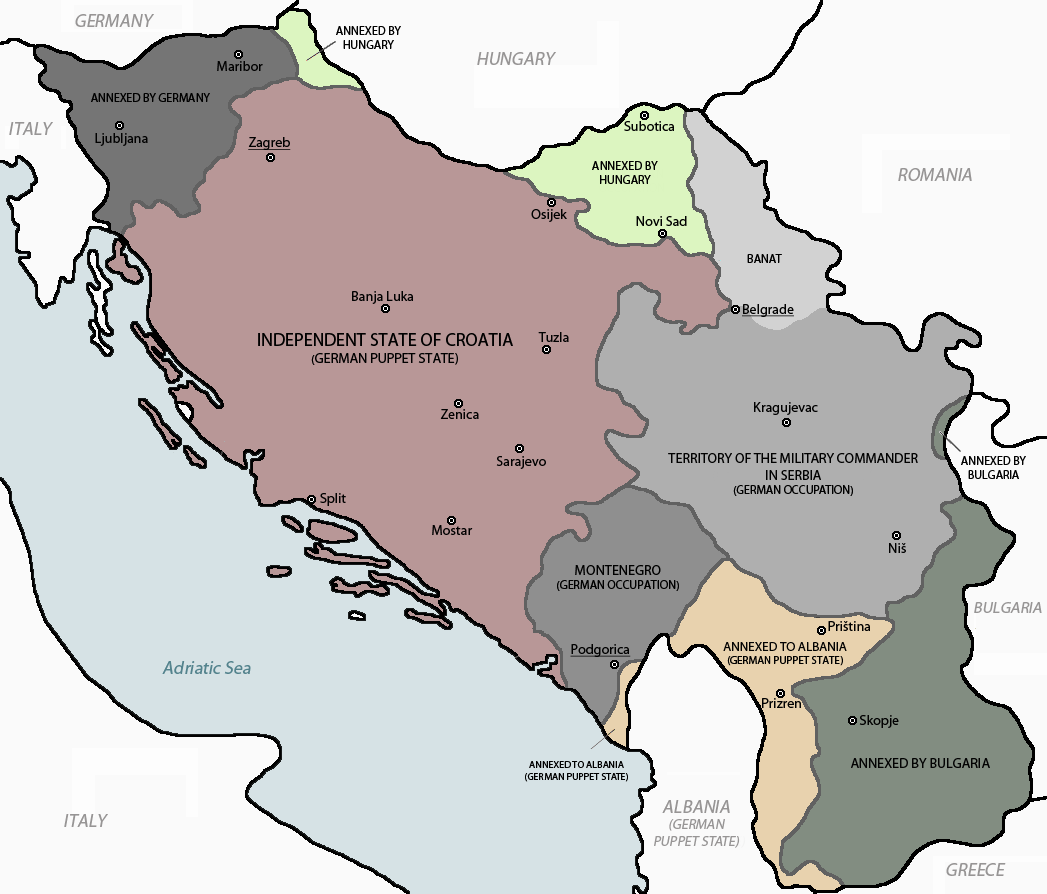
Podział okupowanej Jugosławii w latach 1943–1944